# Ґалаґан Микола Михайлович
 Микола Михайлович Ґалаґан (24 листопада 1882, с. Требухів, Остерський повіт, Чернігівська губернія, Російська імперія — 1946(?) — 1955(?)) — український громадсько-політичний діяч, публіцист, член Української Центральної ради, посол УНР в Румунії й Угорщині.
У міжвоєнні роки був викладачем на Закарпатті.
У часи Другої світової війни був в'язнем у німецьких тюрмах, потім — радянських. Дата й місце смерті не встановлені.

## Життєпис
Його батько Михайло Ґалаґан був православним священником і походив із заможної козацької родини, а мати належала до роду дрібних шляхтичів.

### Навчання
З 1890 року навчається у 3-й Київській гімназії. Там він подружився із Григорієм Чупринкою, який справив суттєвий вплив на формування його національної свідомості.
У 1898 вступає до Колегії Павла Ґалаґана і закінчує її у травні 1902 року із золотою медаллю. Цього ж року він стає студентом природничого факультету Київського університету. 
У 1909 році завершує навчання в університеті та отримує диплом першого ступеня.

### Революційна діяльність

#### Революційна Українська Партія (РУП)
Ще на шкільній лаві у 1900 році прилучився до революційної діяльності, стає активним членом РУП.
В університеті він вступив до української студентської громади, до якої належали майбутні провідники українського соціал-демократичного руху: Дмитро Антонович, Володимир Винниченко, Андрій Лівицький, Микола Порш, Олександр Скоропис-Йолтуховський, Володимир Степанківський, Михайло Ткаченко, Микола Троцький, Володимир Чехівський. Члени громади одночасно належали й до Революційної Української Партії. На початку діяльності партія займала радикально-національний напрям, ідеологом якого був Микола Міхновський, однак згодом РУП еволюціонувала до соціал-демократії.
В 1902 році з РУП виділилась Українська Народна Партія на чолі з Миколою Міхновським.
Залишився у партії та здійснював пропагандистську діяльність у «марксистській» групі на чолі з Михайлом Ткаченком.

#### Українська Соціал-Демократична «Спілка»
В 1905 році група членів РУП на чолі з Маркіяном Меленевським, П. Канівцем та Василем Мазуренком разом із бундівськими організаціями в Україні створили Українську Соціал-Демократичну «Спілку», яка увійшла до РСДРП (меншовицької фракції) на правах автономної частини. 
Протягом 1905—1907 років працював у центральному проводі «Спілки», а влітку 1907 обійняв посаду секретаря цієї партії.
На початку 1908 року центральний провід організації був майже повністю розгромлений, але Микола Ґалаґан пробував відновити діяльність партії, однак безрезультатно.

### Службова та військова кар'єра

Обкладинка книги Миколи Ґалаґана «З моїх споминів»

В 1909 році отримав посаду урядовця в Київському відділенні Волзько-Камського банку.
В 1910—1911 роках перебував на військовій службі «однорічником»: спочатку — рядовим 29-го піхотного Чернігівського полку (в Варшаві), потім — в унтер-офіцерському званні у складі 129-го піхотного Бессарабського полку (в Києві). В кінці 1911 року був звільнений від служби, отримавши чин прапорщика запасу армійської піхоти. В травні-червні 1912 року, в чині прапорщика, пройшов перепідготовку в таборах 165-го піхотного Луцького полку (біля Києва).
В 1912—1913 роках продовжував працювати у київському банку, а згодом перевівся до Чернігова, де з початку 1914 року працював в губернському Управлінні сільського господарства як практикант інспектора з культури боліт та лугознавства.
Брав участь у Першій світовій війні. В перші дні війни був мобілізований до 23-го піхотного запасного батальйону, який згодом був переформований у 23-й піхотний запасний полк та в жовтні 1914 року відправлений з Чернігова на Південно-Західний фронт, до складу 8-ї Армії. Служив на посаді батальйоного, згодом полкового, ад'ютанта, нагороджений чотирма орденами. У травні 1917 року був переведений до 18-го Заамурського прикордонного піхотного полку (у складі 41-го армійського корпусу), командував 4-ю ротою.
У червні 1917 року, за власним бажанням, в чині прапорщика, відряджений на службу до сформованого в Києві Українського Богдана Хмельницького піхотного полку Російської республіканської армії, на посаду полкового ад'ютанта. У складі цього полку брав участь в боях проти військ Австро-Угорщини. У листопаді 1917 року підвищений в чині до підпоручика.

### В боротьбі за незалежність України
У 1917 році бере участь у I Всеукраїнському військовому з'їзді, згодом — у II Всеукраїнському військовому з'їзді, на якому був проголошений I-й Універсал Центральної Ради.
Восени 1917 року обраний до складу Центральної Ради. 

### На дипломатичній службі

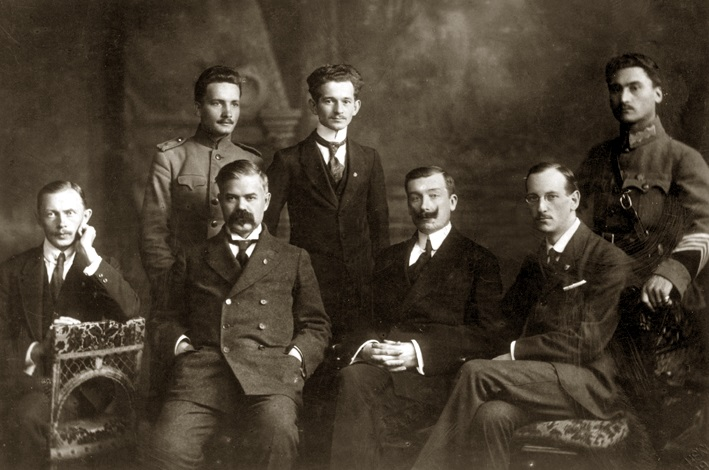
Ґалаґан у складі дипломатичної місії УНР в Угорщині.

6 грудня 1917 року разом із Євгеном Онацьким за дорученням Генерального Секретаріату проводив переговори з урядами Кубані та Великого Війська Донського щодо формування федеративного загальноросійського уряду.
У 1918 — дипломатичний представник УНР в Румунському королівстві. Після проголошення Павла Скоропадського гетьманом Української Держави відмовився від посади посла і працював у департаменті загальних справ міністерства народного здоров'я.
У 1919—1920 рр. — голова дипломатичної місії УНР в Угорщині. Залишив посаду в знак протесту проти підписання С. Петлюрою Варшавського договору.

### Еміграція
В еміграції проживав спочатку у Відні, а з 1922 переїздить до Праги. Працює в різних українських громадських організаціях та бере участь у партійному житті в складі УСДРП.
Після проголошення автономії Карпатської України переїхав до Хуста, де викладав природознавчі дисципліни у державній українській гімназії. Був заарештований угорцями після окупації Закарпаття та депортований до Чехословаччини.
У січні 1944 заарештований гестапо і пів року провів у Празькій тюрмі.

### Радянські тюрми та смерть
У 1945 вивезений радянською військовою контррозвідкою до Києва.
У довіднику «Діячі Української Центральної Ради» під редакцією Осташко Т. С. вказується, що Микола Ґалаґан загинув у Лук'янівській тюрмі 1946 року.
Згідно з матеріалами Ігоря Сюндюкова, Микола Ґалаґан відбув десятирічне ув'язнення у «Сиблагу» (Кемеровська область, Маріїнськ, п/с 247/6-г). Звільнений 1 листопада 1955 року. Подальша його доля невідома.
Реабілітований 14 травня 1992 року.

## Вшанування пам'яті
У місті Ізмаїл провулок Короленка перейменували на провулок Миколи Галагана.